# Liste der Biografien/Konz
Liste der Biografien |
Portal Biografien |
Personensuche
# |
A |
B |
C |
D |
E |
F |
G |
H |
I |
J |
K |
L |
M |
N |
O |
P |
Q |
R |
S |
T |
U |
V |
W |
X |
Y |
Z |
?
 
Ka |
Kb |
Kc |
Kd |
Ke |
Kf |
Kg |
Kh |
Ki |
Kj |
Kl |
Km |
Kn |
Ko |
Kp |
Kr |
Ks |
Kt |
Ku |
Kv |
Kw |
Ky |
Kx |
Kz
 
Koa |
Kob |
Koc |
Kod |
Koe |
Kof |
Kog |
Koh |
Koi |
Koj |
Kok |
Kol |
Kom |
Kon |
Koo |
Kop |
Kor |
Kos |
Kot |
Kou |
Kov |
Kow |
Kox |
Koy |
Koz
 
Kona |
Konc |
Kond |
Kone |
Konf |
Kong |
Konh |
Koni |
Konj |
Konk |
Konl |
Konm |
Konn |
Kono |
Konp |
Konr |
Kons |
Kont |
Konu |
Konv |
Konw |
Kony |
Konz
Die Liste der Biografien führt alle Personen auf, die in der deutschsprachigen Wikipedia einen Artikel haben. Dieses ist eine Teilliste mit 36 Einträgen von Personen, deren Namen mit den Buchstaben „Konz“ beginnt.

## Konz
- Konz, Britta (* 1972), deutsche evangelische Theologin
- Konz, Christian (* 1974), deutscher Judoka
- Könz, Elena (* 1987), Schweizer Snowboarderin
- Konz, Franz (1926–2013), deutscher Fachbuchautor und Steuerexperte
- Könz, Iachen Ulrich (1899–1980), Schweizer Architekt, Restaurator und Autor
- Könz, Jachen Ulrich (1819–1901), Schweizer Jurist und Politiker
- Konz, Karl (1896–1966), deutscher Politiker (SPD), MdL Württemberg-Baden
- Konz, Otto (1875–1965), deutscher Wasserbauingenieur
- Könz, Steivan Liun (1940–1998), Schweizer Maler und Zeichner
- Konz, Ulrich, deutscher Basketballspieler

### Konza
- Konzack, Gerhard (1908–1997), deutscher Schauspieler
- Konzack, Günter (1930–2008), deutscher Fußballspieler und -trainer
- Konzack, Heidemarie (* 1943), deutsche Politikerin (SPD), MdL
- Konzack, Reinhard (* 1950), deutscher Künstlermanager und Kinobetreiber
- Konzag, Gerd (1930–2024), deutscher Sportwissenschaftler, Hochschullehrer, Basketballnationalspieler
- Konzag, Irmgard (1933–1992), deutsche Sportwissenschaftlerin und Hochschullehrerin

### Konzb
- Konzbul, Pavel (* 1965), tschechischer Geistlicher und römisch-katholischer Bischof von Brünn

### Konze
- Konzelmann, Gerhard (1932–2008), deutscher Journalist und Autor
- Konzelmann, Klaus (* 1962), deutscher Kriminalhauptkommissar und Oberbürgermeister von Albstadt
- Konzen, Horst (* 1936), deutscher Jurist und Hochschullehrer
- Konzen, Joel (* 1950), US-amerikanischer Geistlicher, römisch-katholischer Weihbischof in Atlanta
- Konzer, Dirk (* 1968), deutscher Fußballspieler
- Konzert, Fritz (1877–1964), österreichischer Techniker und Stadtbaudirektor in Innsbruck
- Konzett Bargetze, Helen (* 1972), liechtensteinische Politikerin
- Konzett, Andreas (1861–1938), österreichischer Politiker (CSP), Landtagsabgeordneter zum Vorarlberger Landtag
- Konzett, Angelo (* 1996), österreichischer Schauspieler
- Konzett, Ernst (* 1955), österreichischer Militär, Brigadier des Österreichischen Bundesheeres
- Konzett, Heribert (1912–2004), österreichischer Arzt und Pharmakologe
- Konzett, Lorenz (1907–1983), österreichischer Politiker (ÖVP), Landtagsabgeordneter zum Vorarlberger Landtag
- Konzett, Mario (* 1962), liechtensteinischer Skirennläufer
- Konzett, Ursula (* 1959), liechtensteinische Skirennläuferin
- Konzewitsch, Maxim Lwowitsch (* 1964), russischer MathematikerMaxim Lwowitsch Konzewitsch (* 1964)

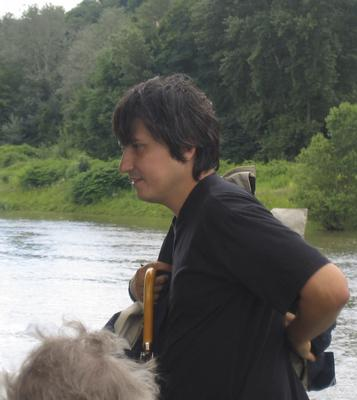
Maxim Lwowitsch Konzewitsch (* 1964)

### Konzg
- Könzgen, Gottfried (1886–1945), deutscher Dominikanerpriester und Märtyrer

### Konzo
- Konzok, Willi-Peter (1902–1984), deutscher LDPD-Funktionär, MdV, Präsidiumsmitglied der Volkskammer
- Konzorr, Klaus (* 1940), deutscher Wasserspringer

### Konzu
- Konzul Istranin, Stjepan (* 1521), kroatischer, protestantischer Autor und Übersetzer